# 富士門流
富士門流（ふじもんりゅう）は、宗祖日蓮の高弟六老僧の一人、日興の法脈を継承する門流のこと。日興門流とも呼ばれる。

## 教義
所依の経典・法華経に対する解釈では（本迹）勝劣派の立場に属する。本仏論では興門八本山のうち、西山本門寺・北山本門寺（重須本門寺）・小泉久遠寺・柳瀬実成寺・京都要法寺の五寺は釈尊本仏論を主張している。富士大石寺・下条妙蓮寺・保田妙本寺の三寺は日蓮本仏論を主張している。

## 弟子と寺院
師弟・寺院関係は次のとおりであり、単一の宗派として組織されていない。
```
[[日興]]
├[[日目]]
│├[[日道 (大石寺)|日道]]---富士大石寺-----[[日蓮正宗]]
│└[[日郷]]
│ │├---小泉久遠寺-----[[日蓮宗]]
│ │└---保田妙本寺-----[[単立]]
│ └[[日叡]]-[[定善寺|日向定善寺]]-----日蓮正宗
├─[[日尊 (日興門流) |日尊]]---京都要法寺-----[[日蓮本宗]]、日蓮宗
├[[日華]]
│├日相---下条妙蓮寺-----日蓮正宗
│└[[日仙]]---[[本門寺 (三豊市)|讃岐本門寺]]-----日蓮正宗
├[[日代]]-----西山本門寺-----[[法華宗興門流]]
├日妙-----北山本門寺-----日蓮宗
├[[日澄]]-----北山本門寺談所-日蓮宗
└──日満-[[妙宣寺 (佐渡市)|阿仏妙宣寺]]-----日蓮宗
```

門流展開の拠点としては、富士大石寺（日蓮正宗）・下条妙蓮寺（日蓮正宗）・北山本門寺(日蓮宗）・小泉久遠寺（日蓮宗）・西山本門寺（法華宗興門派）があり、これを富士五山といい、これに伊豆実成寺（日蓮宗）・保田妙本寺（単立）・京都要法寺（日蓮本宗）を加えて興門派八ヵ本山という。

## 歴史

### 鎌倉時代・建武の新政
身延離山後の1289年（正応2年）、門祖は地頭南条時光の招きにより持仏堂（後の下之坊）に移った。翌1290年（正応3年）、門祖は南条時光の大石ヶ原寄進によって富士大石寺を建てた。古くから富士方・富士門跡と称した。
1298年（永仁6年）、足かけ10年過ごした富士大石寺を日目にまかせ、日興は地頭である石川能忠の招きにより重須へ移住する。ここに北山本門寺を開山し、談所を設け、35年間に渡って教線を張り、子弟を育成する。門祖は、本六人（日華・日目・日秀・日禅・日仙・日乗、『弟子分本尊目録』記載順）・新六人（日代・日澄・日道・日妙・日毫・日助、『家中抄』記載順）と称せられる弟子を育成した。その外に日尊がいる。日目は富士大石寺を継承、日華は下条妙蓮寺を創立、日尊は上行院（後の京都要法寺）を開山、日目の弟子日郷は富士大石寺東御堂の蓮蔵坊の名跡を移し分立（今日の小泉久遠寺）・房州保田妙本寺を開基、日郷に折伏されたとする薩摩法印（日叡）は日向定善寺を中心に弘教に専念する。
日蓮正宗では、1332年（元弘2年、正慶元年）11月10日に日興が『日興跡条々事』を記し、これを基に門祖から日目へ唯授一人の血脈相承があった、としている。その一方で、日蓮宗はこれを認めていない。
1333年（元弘3年、正慶2年）、門祖は重須で遷化(逝去)した。翌1334年（建武元年）、富士大石寺上蓮坊において、本六人・日仙と新六人・日代が方便品読不読論を論争した結果、日代と日満は重須を去る。この後、日代は西山本門寺を興し、日満は佐渡一谷の妙照寺を開基している。

### 室町・安土桃山時代
関東系が日隆門流の教学（八品教学）に影響されたのに対し、関西系はそれを排斥した。富士大石寺第9世日有は、堂宇の再建・創建や学僧の養成、佐渡を始めとする越後・京都への布教や幕府への諫暁・天奏を行うなど弘教に努めたとして、中興の祖と仰がれるに至っている。また、日有が日蓮本仏論も「明〔らか〕に立てられて」教義を導きだした、と堀慈琳はその著書『日蓮正宗綱要』で主張している。その一方、現代の日蓮正宗では、日蓮本仏論は（この時期の成立ではなく）宗祖が明かした、としている。これに関して執行海秀は、『五人所破抄見聞』に日蓮本仏論が見られることから、その著者を日蓮本仏論初唱者と位置付けつつ、「日有の教学は石山の伝統教学とは、趣きを異にしているのであって、隆門教学の影響が見られる」と述べている。具体的には、「富士系中に台頭しつつあった宗祖本仏論思想を、隆門の種脱論に依って基礎付けんとした」としている。また、保田妙本寺第11世三河日要も日蓮本仏論を説いた。一方、日要が当時風靡していた日隆門流の教学に影響を受けたのとは対照的に、同寺第14世日我は、同教学を批判したが、日蓮本仏論を強調した点は軌を一にするとしている。
関東では、富士大石寺が、北山本門寺と「伝統の正潤」を、保田妙本寺と「戒壇の坊地問題」を、それぞれ争う。また、北山本門寺は、西山本門寺と「本門寺伝統論」を争ったが、西山本門寺は富士大石寺と組んで、これに対抗した。一方、関西では上行寺・住本寺も対峙していた。そこで、日辰は上行寺・住本寺を合併。さらには関東寺院の調停を行い一定の成果を上げるも、日辰の主張する「釈迦像造立・法華経一部読誦論」を日蓮の正意ではないとして、富士大石寺第13世日院が拒否。富士大石寺に関わる調停は失敗に終わる。実際、現代の日蓮正宗では、仏像造立は『富士一跡門徒存知事』によって、法華経一部読誦は『富士一跡門徒存知事』及び『五人所破抄』によって、いずれも日蓮の正意でない、としている。この日辰と前述の日我は、富士門流の教学を確立せんとしたため、後世、「東我西辰」と称されるに至っている。

### 江戸時代
日辰の輩出した子弟により、彼らの属する日尊門流（京都要法寺）は、江戸時代前期における富士門流教学の主流を占めた。日辰没後、京都要法寺第14世日賙と富士大石寺第14世日主の間に「一味通用」が結ばれる。1594年（文禄3年）、日主の後を継いで京都要法寺系の日昌が富士大石寺第15世となって以来、第23世日啓に至るまでの9代、百十数年の間は京都要法寺系によって継承され、京都要法寺の教学が富士大石寺へと流入することとなった。
しかしながら、その後、富士大石寺に日寛（第26世）が現れる。日寛は、日精及び日永の教導により行学を深め細草檀林の能化となり、その後日宥から日蓮正宗がいうところの「血脈の付嘱」を受け法主となった。また、一致派・日隆門流・日尊門流の教学に対抗して、富士大石寺教学の確立を図る。これが功を奏し、富士門流教学の主流は京都要法寺から富士大石寺に移った。すなわち、『六巻抄』によって富士大石寺の教学が組織大成された、と執行海秀は評価している。また、日蓮正宗では、同書が「本宗の大綱を括って、他門不共独歩の正義を組成された」と位置付けている。日寛は、五重塔の建立発願や常唱堂の建立などにより、第9世日有同様、中興の祖と仰がれるに至る。

### 明治時代
1870年（明治3年）時点での富士門流の本山塔中・末寺の数は、以下のとおり。ただし、京都要法寺のみ1786年（天明6年）の数値。
|            | 本山塔中 | 末寺 | その他               |
| ---------- | -------- | ---- | -------------------- |
| 富士大石寺 | 16       | 39   | 9（末寺塔中・孫末）  |
| 下条妙蓮寺 | 7        | 6    |                      |
| 北山本門寺 | 6        | 27   | 11（讃岐本門寺関係） |
| 小泉久遠寺 | 3        | 3    |                      |
| 西山本門寺 | 6        | 16   |                      |
| 伊豆実成寺 | 2        | 4    |                      |
| 保田妙本寺 | 2        | 8    | 27（日向方面）       |
| 京都要法寺 |          | 83   |                      |

明治政府が一宗一管長制を打ち出したのを受け、1872年（明治5年）富士門流は他の日蓮を宗祖とする門流と合同し、日蓮宗を形成した。しかし、行政的にも無理があり、2年後の1874年（明治7年）には各派別に管長を置くことが許される。日蓮宗は、日蓮宗一致派と日蓮宗勝劣派に分かれ、富士門流は勝劣派に属した（勝劣五派）。さらに2年後の1876年（明治9年）、富士門流は興門派八ヵ本山とその末寺からなる日蓮宗興門派を組織し、勝劣派から分離。1899年（明治32年）には本門宗と改称した。
そのような中、1900年（明治33年）富士大石寺が内務省への分離独立請願を結実させ、「日蓮宗富士派」として本門宗から独立。1912年（明治45年）6月に日蓮正宗と改称して現在に至る。

### 戦時体制
1940年（昭和15年）に施行された宗教団体法を根拠として、政府は1941年(昭和16年)3月末日までに各宗派の自主的合同を終えるよう通達した。これを受け、1941年（昭和16年）、日蓮正宗を除く富士門流寺院が属する本門宗は、顕本法華宗・日蓮宗と、それぞれの組織を解体して対等合併（三派合同）し、日蓮宗と公称した。
日蓮正宗は、「600年来の伝統と信条を生かす」為、宗派合同不承知を文部省宗務局へ訴え、独立を保った。このことは、昭和16年4月1日付けの朝日新聞「仏教の宗派は半減」「日蓮正宗（略）だけがそのまま一派として残った」からも読み取れる。
これによって全日蓮門下は4派となった。

### 太平洋戦争後
太平洋戦争後の八本山とその末寺の動きは次のとおり。
- 富士大石寺は、戦前より継続して日蓮正宗に総本山として帰属。
- 下条妙蓮寺とその旧末6か寺は、1950年12月（昭和25年）日蓮正宗に合流。残る旧末1か寺も1960年（昭和35年）に日蓮正宗に合流。旧末1か寺は、戦前より継続して日蓮宗に帰属。
- 北山本門寺は、興統法縁会の縁頭寺として戦前より継続して日蓮宗に帰属し、同会を再編・存続。旧末36か寺も戦前より継続して日蓮宗に帰属。
- 小泉久遠寺とその旧末4か寺は、戦前より継続して日蓮宗に帰属。
- 西山本門寺は、1957年（昭和32年）3月本山単独で日蓮正宗へ合流（後に無効）。1975年（昭和50年）単立の宗教法人となる。旧末寺全12か寺は、戦前より継続して日蓮宗に帰属。
- 伊豆実成寺とその旧末4か寺は、戦前より継続して日蓮宗に帰属。
- 保田妙本寺とその旧末4か寺は、1957年（昭和32年）4月日蓮正宗に合流。1995年（平成7年）5月保田妙本寺と末寺2か寺は日蓮正宗から離脱[68]。旧末寺9か寺は戦前より継続して日蓮宗に帰属。
- 京都要法寺とその末寺約50か寺は、1950年（昭和25年）日蓮本宗を設立して日蓮宗から独立[69][注釈 12]。旧末寺34か寺は戦前より継続して日蓮宗に帰属。

#### 寺院一覧
宗派別の寺院一覧は次のとおり。
- 日蓮正宗(富士大石寺・下条妙蓮寺)
- 興統法縁会(日蓮宗内の富士門流寺院)(北山本門寺・小泉久遠寺・伊豆実成寺)
- 法華宗興門流(西山本門寺)
- 日蓮本宗(京都要法寺)